# Агия Негра
«А́гия Не́гра» (порт.-браз. Esporte Clube Águia Negra) — бразильский футбольный клуб представляющий город Риу-Брильянти штата Мату-Гросу-ду-Сул. В 2021 году клуб выступал в Серии D Бразилии.

## История
Клуб основан 31 мая 1972 года, домашние матчи проводит на арене «Ниньо Д’Агуйя», вмещающей 8 000 зрителей. В чемпионате штата Мату-Гросу-ду-Сул клуб побеждал три раза — в 2007, 2012 и 2019 годах. В Серии C Бразилии «Агия Негра», играла в 2007 и 2008 годах, в 2007 выбыла во втором раунде, а в 2008 в первом. В 2013 году клуб дебютировал в Серии D чемпионата Бразилии и занял 29-е место.
В 2022 году «Агия Негра» вылетела из высшего дивизиона чемпионата штата Мату-Гросу-ду-Сул.

## Достижения
- Чемпион Лиги Сул-Матугроссенсе (4): 2007, 2012, 2019, 2020